# Pseudolabrus semifasciatus
Pseudolabrus semifasciatus är en fiskart som först beskrevs av Hialmar Rendahl 1921.  Pseudolabrus semifasciatus ingår i släktet Pseudolabrus och familjen läppfiskar. IUCN kategoriserar arten globalt som livskraftig. Inga underarter finns listade i Catalogue of Life.